# ニューヨーク市の料理

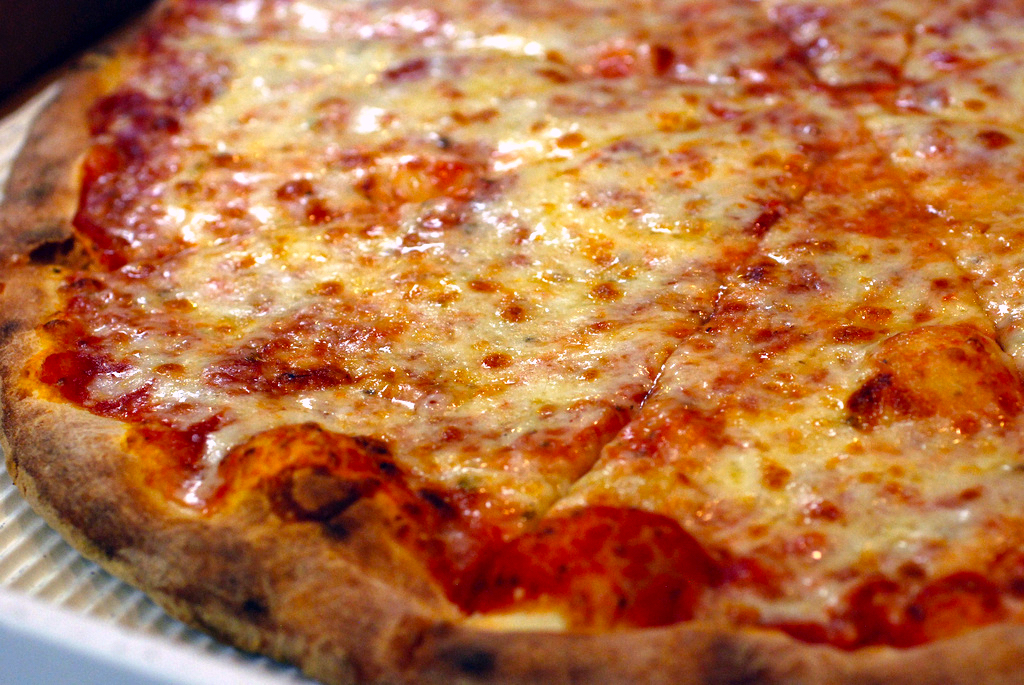
ニューヨーク風ピッツァ

ニューヨーク市の料理（ニューヨークしのりょうり）はアメリカ合衆国のニューヨーク州ニューヨーク市にやってきた多数の民族の多くの料理から成り立っている。このニューヨーク市に根付いた民族料理の多くは、その民族が多数居住している地区はもとより別の民族の居住地でもよく知られている。また、ニューヨーク市は年に2回レストランでの料理の料金が一律割り引かれるニューヨーク・レストラン・ウィークが創設された都市でもあり、これに類似した形態のイベントは世界中の各都市に広がっている。ニューヨーク市には12,000店以上のワイン店、惣菜店、食料品店があり、その多くは週7日24時間営業である。

## 地区毎の代表的な民族料理

### ブロンクス区
- ベッドフォード・パーク - メキシコ、プエルトリコ、ドミニカ、韓国（204丁目）
- ベルモント - イタリア、アルバニア（"リトル・イタリー"、"アーサー・アベニュー"としても知られる）
- シティ島 - イタリア、海産物
- モリス・パーク - イタリア、アルバニア
- ノーウッド – フィリピン（かつてはアイルランドも多かったが現在はそれほど多くない）
- リバーデイル - ユダヤ
- サウス・ブロンクス - プエルトリコ、ドミニカ
- ウェイクフィールド - ジャマイカ、西インド諸島
- ウッドローン - アイルランド

### クイーンズ区

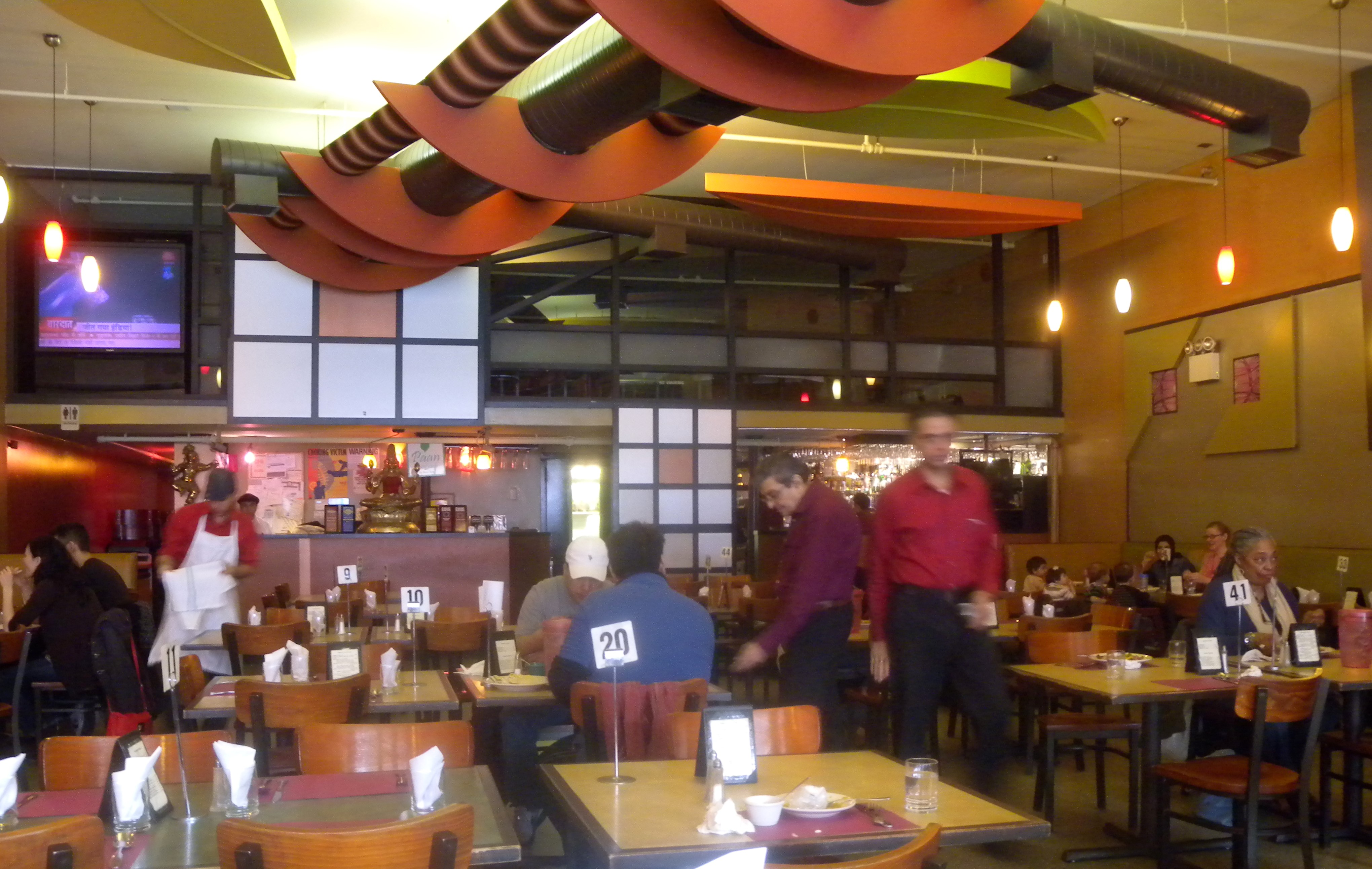
ジャクソン・ハイツのインド料理店

- アストリア - ギリシャ、イタリア、東欧、ブラジル、エジプト、その他アラビア
- ベルローズ - インド、パキスタン
- フラッシング - 中国、韓国
- フォレスト・ヒルズ; キュー・ガーデンズ・ヒルズ; レゴ・パーク - ユダヤ、ロシア、ウズベキスタン
- ハワード・ビーチ; オゾン・パーク - イタリア
- グレンデール - ドイツ、ポーランド
- ジャクソン・ハイツ - インド、パキスタン、バングラデシュ、コロンビア、エクアドル、ペルー、韓国、フィリピン、メキシコ
- ジャマイカ - バングラデシュ、クレオール、アフリカ、アフリカ系アメリカ、カリブ海
- リトル・ネック  - アラブ、中国、イタリア
- リッチモンド・ヒル - インド、ガイアナ、西インド諸島、パキスタン、バングラデシュ
- ロッカウェイ - アイルランド、ユダヤ
- ウッドヘイブン - アイルランド、ドミニカ、メキシコ、ガイアナ
- ウッドサイド; サニーサイド - フィリピン、アイルランド、メキシコ、ルーマニア

### ブルックリン区
- ベイ・リッジ - アイルランド、イタリア、ギリシャ、トルコ、レバノン、パレスチナ、イエメン、その他アラビア
- ベッドフォード＝スタイベサント - アフリカ系アメリカ、ジャマイカ、トリニダード・トバゴ、プエルトリコ、西インド諸島
- ベンソンハースト - イタリア、中国、トルコ、ロシア、メキシコ、ウズベキスタン
- ボロー・パーク - ユダヤ、メキシコ、イタリア、中国
- ブライトン・ビーチ - ロシア、グルジア、トルコ、パキスタン、ウクライナ
- ブッシュウィック - プエルトリコ、メキシコ、ドミニカ、エクアドル
- カナーシー - ジャマイカ、西インド諸島、アフリカ系アメリカ
- キャロル・ガーデンズ - イタリア
- クラウン・ハイツ - ジャマイカ、西インド諸島、ユダヤ
- イースト・ニューヨーク - アフリカ系アメリカ、ドミニカ、プエルトリコ
- フラットブッシュ - ジャマイカ、ハイチ、クレオール
- グリーンポイント - ポーランド、ウクライナ
- ケンジントン - ベンガル、パキスタン、メキシコ、ウズベキスタン、ポーランド
- ミッドウッド - ユダヤ、イタリア、ロシア、パキスタン
- パーク・スロープ  - イタリア、アイルランド、フランス、かつてはプエルトリコ
- レッド・フック - プエルトリコ、アフリカ系アメリカ、イタリア
- シープスヘッド・ベイ - 海産物、ロシア、イタリア
- サンセット・パーク - プエルトリコ、中国、アラブ、メキシコ、イタリア
- ウィリアムズバーグ - イタリア、ユダヤ、ドミニカ、プエルトリコ

### スタテンアイランド
- ポート・リッチモンド - メキシコ、インド、イタリア
- ロスヴィル; サウス・ビーチ; グレート・キルズ - イタリア、ロシア、アラブ、ポーランド
- トンプキンスヴィル - イタリア、スリランカ、パキスタン、インド

### マンハッタン区
- チャイナタウン - 中国、ベトナム
- イースト・ハーレム - プエルトリコ、メキシコ、ドミニカ、中国系キューバ、イタリア
- イースト・ヴィレッジ - 日本、韓国、インド、ウクライナ
- グリニッジ・ヴィレッジ - イタリア
- ハーレム - イタリア、アフリカ系アメリカ、ラテンアメリカ、西インド諸島、西アフリカ
- コリアタウン - 韓国
- リトル・イタリー - イタリア
- ロウアー・イースト・サイド - プエルトリコ、ユダヤ、イタリア、ラテンアメリカ
- マーリー・ヒル - インド、パキスタン、バングラデシュ
- ワシントン・ハイツ - ドミニカ、プエルトリコ、イタリア、ユダヤ
- アッパー・イースト・サイド - ドイツ、チェコ、ハンガリー

## ニューヨーク市における特徴的な料理

### ニューヨーク市に関連・普及した料理

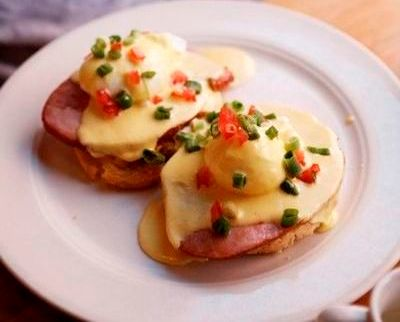
エッグベネディクト

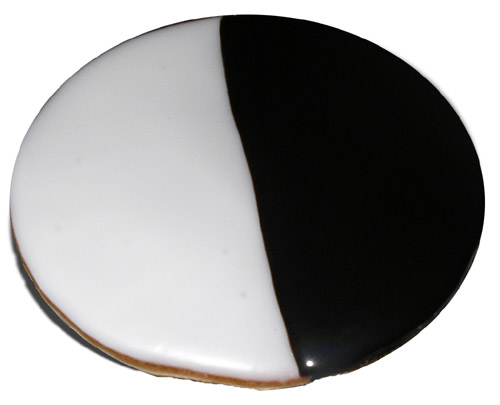
黒白クッキー

- ホットドッグ - ザワークラウト、スイートレリッシュ、オニオンソース、マスタードを添えて[3]。

- マンハッタン風クラムチャウダー
- ニューヨーク風チーズケーキ
- ニューヨーク風ピッツァ
- ニューヨーク風ベーグル
- ニューヨーク風パストラミ
- コンビーフ[4]
- 焼きプレッツェル
- ニューヨーク風イタリアンアイス
- クニッシュ
- エッグベネディクト
- チョップドチーズ
- ロブスターニューバーグ
- ウォルドーフサラダ
- ドーナツ
- デルモニコステーキ
- 黒白クッキー
- ベーコンエッグチーズサンドイッチ

#### アシュケナジム・ユダヤ料理

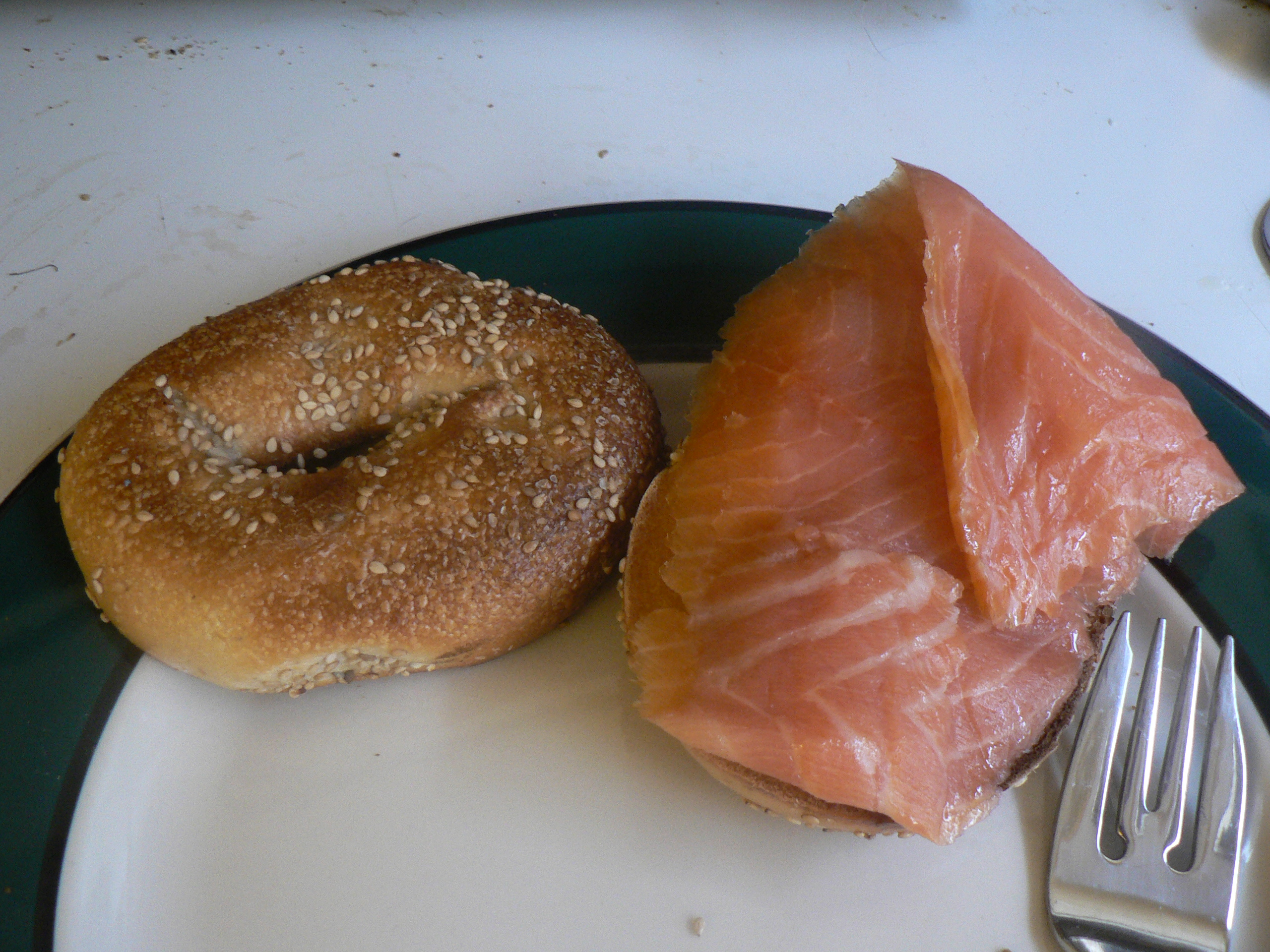
ベーグル（左）とロックス（右）

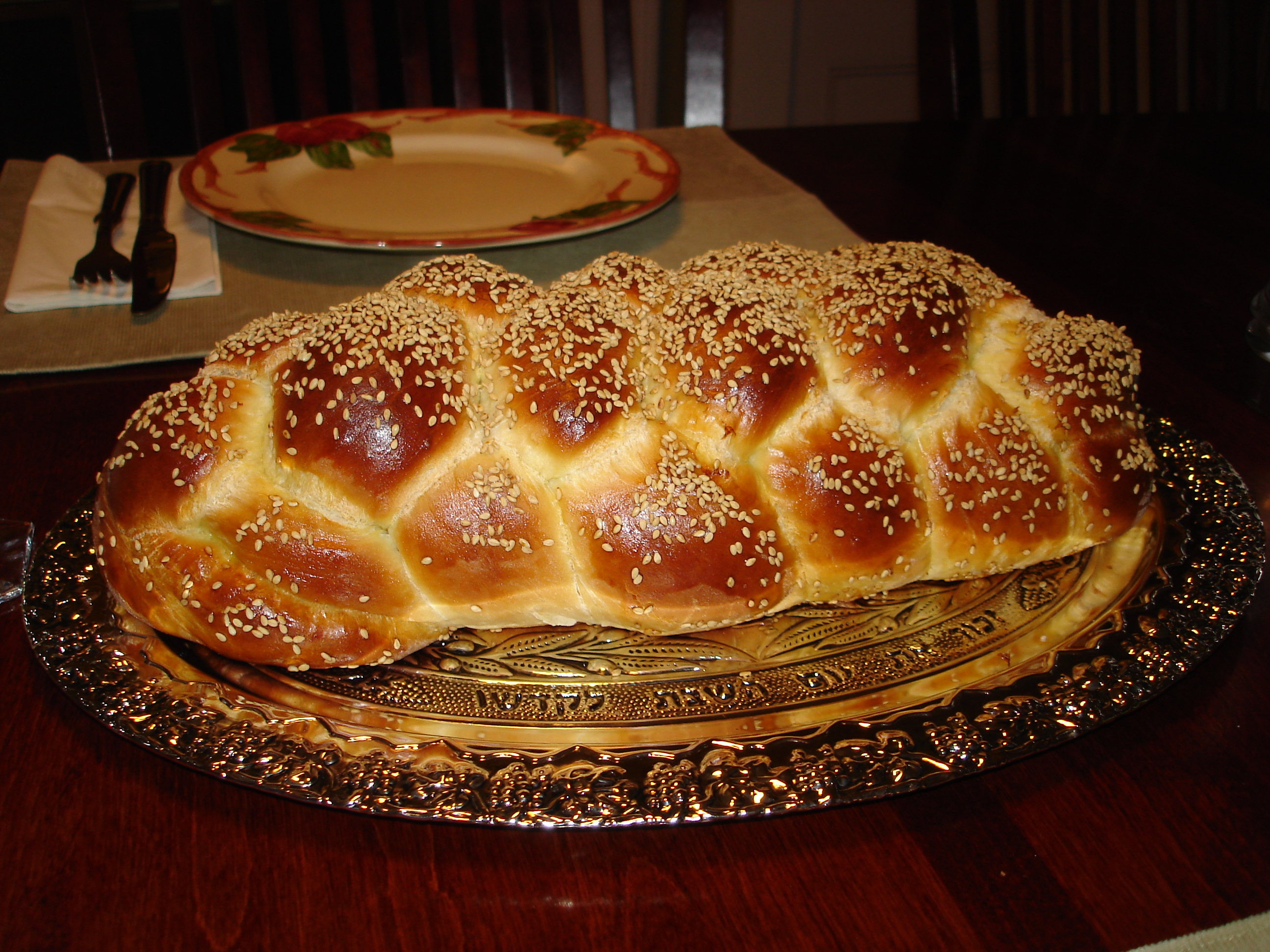
ハッラー

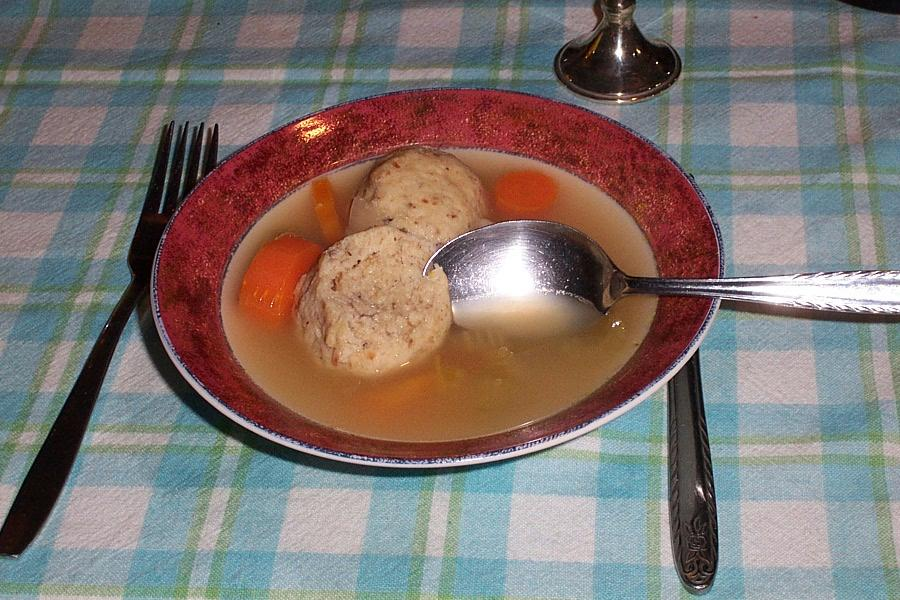
マッツァーボールスープ

通常ニューヨーク市に関連付けられている料理の多くは、アシュケナジムユダヤ人とその子孫の大きなコミュニティから部分的に生じている。ニューヨーク市のユダヤ料理の多くは、特にベーグルをはじめ世界中で人気になっている。また、ニューヨーク市のユダヤ人コミュニティは中華料理を好んでいることが有名で、コミュニティの多くのメンバーはそれを彼らの2番目の民族料理と考えている。
- セロリソーダ
- ニューヨーク風パストラミ（ライ麦を使用）
- ブリスケット[4]
- コンビーフ[4]
- 舌
- クニッシュ[4]
- ニューヨーク風ベーグルとロックス[4]
- クリームチーズベーグル
- クリームチーズ
- 白身魚、パイク属
- ゲフィルテ・フィッシュ
- ブリヌイ[4]
- ポテトパンケーキ
- ビアリ[4]
- ハッラー
- マッツァー
- エッグクリーム
- ピクルス
- キシュカ
- クーゲル
- ニワトリの肝臓
- マッツァーボールスープ
- チキンスープ

#### イタリア系アメリカ料理
ユダヤ人コミュニティと同じように、イタリア系アメリカ人コミュニティが由来の料理もニューヨーク市に関連する料理の大半を占めている。ニューヨーク市のイタリア料理の多く、特にニューヨーク風ピッツァは世界中で人気になっている。
- カプチーノ
- ニューヨーク風ピッツァ
- スパゲッティ・アンド・ミートボール
- カンノーロ
- チキンパルミジャーナ
- ソーセージ・アンド・ペッパー
- ニューヨーク風イタリアンアイス
- シチリア風ピッツァ
- パスタプリマヴェーラ
- フライドカラマリ
- スフォリアテッレ
- アランチーニ
- イタリアパン
- シチリアンパン
- レインボークッキー
- ペンネ・アラ・ウォッカ

#### 中国系ラテン料理
ニューヨーク市に関連した中国系ラテン料理の歴史は、概して1800年代半ばのキューバへの中国人移民の最古の移住まで遡る。労働力不足とその後の1949年の中国革命により、1847年から1874年の間に125,000人近くの年季奉公または契約中国人労働者がキューバに移住してきた。労働者や苦力のほとんどは男性であり、そしてそのほとんどが奴隷のアフリカ人と共に砂糖農園で働いていた（en:Chinese Cubansを参照）。1870年代から1880年代にかけて島にとどまった何万人もの中国人が、より肉体的、職業的、さらには社会的流動性を持っていた。彼らは農業労働者の一団に加わり、田舎で野菜を育て、商品を売り、職人として、あるいは町での熟練していない仕事で働いた。最も古く、最も大きいチャイナタウンの1つはキューバのハバナにある。アメリカ合衆国におけるチャイナタウンでは中国系ラテン料理店は滅多に見られない。それどころかニューヨーク市5区のスペイン語圏コミュニティに集まる傾向がある。中国革命から10年後、キューバ革命が起こり中国の商人コミュニティは再び移住を余儀なくされた。ペルー、ニカラグア、ベネズエラ、エクアドルなどのキューバ近辺の国々における政治的および経済的不安定性が、中国人のキューバより北方の国々への移住の流れを決定するうえで重要な役割を果たしていたと言っても過言ではない。キューバ系中国人とラテン系中国人の区別は、1960年代後半から1970年代初頭にかけて何千人もの中国人がアメリカに移住するまでニューヨーク市では見られなかった。

#### 中国系ラテン料理の文化的意義
中国文化とキューバ文化の融合は中国人がキューバに移住し始めたときに確立され、多くの独特な新しい文化が生まれた。キューバのハバナのチャイナタウンで以前レストランを経営していた個人が、個人的な好みへの調整を始めた。これらの以前の事業主がイースト・ハーレムにやってきて定住すると、彼らは地元の人々の文化を尊重しつつ経済的安定性を確立するために、キューバに居た際に学んだ食品のノウハウを活かし新しい事業を確立し始めた。こうして営業が開始されたレストランはやってくる移民のために、まるで本国で食べているかのような味の料理を提供していた。これにより移民たちは自分たちの居住地域内で快適に過ごし、順応することが可能となった。しかし、今日ではこれらのレストランは消えつつあると考えられている。減少している大きな理由としてはキューバから直接移住してくる中国人の数が減っており、料理の伝統を維持することが困難であることが挙げられる。キューバから中国人が直接移住してきたのは1959年が最後であるため、キューバと中国の文化がこのままニューヨーク市で長く進歩し続けられるのかについて疑問が投げかけられた。また、異文化化の過程において若い世代は自分たちの文化のルーツに自然に触れることができなくなり、文化や伝統を存続させるために自分たちのルーツを調べている若い世代の人々と、文化や伝統に興味の薄い若い世代の人々の間で大きな差ができている。

#### 中国系キューバ料理の成り立ち

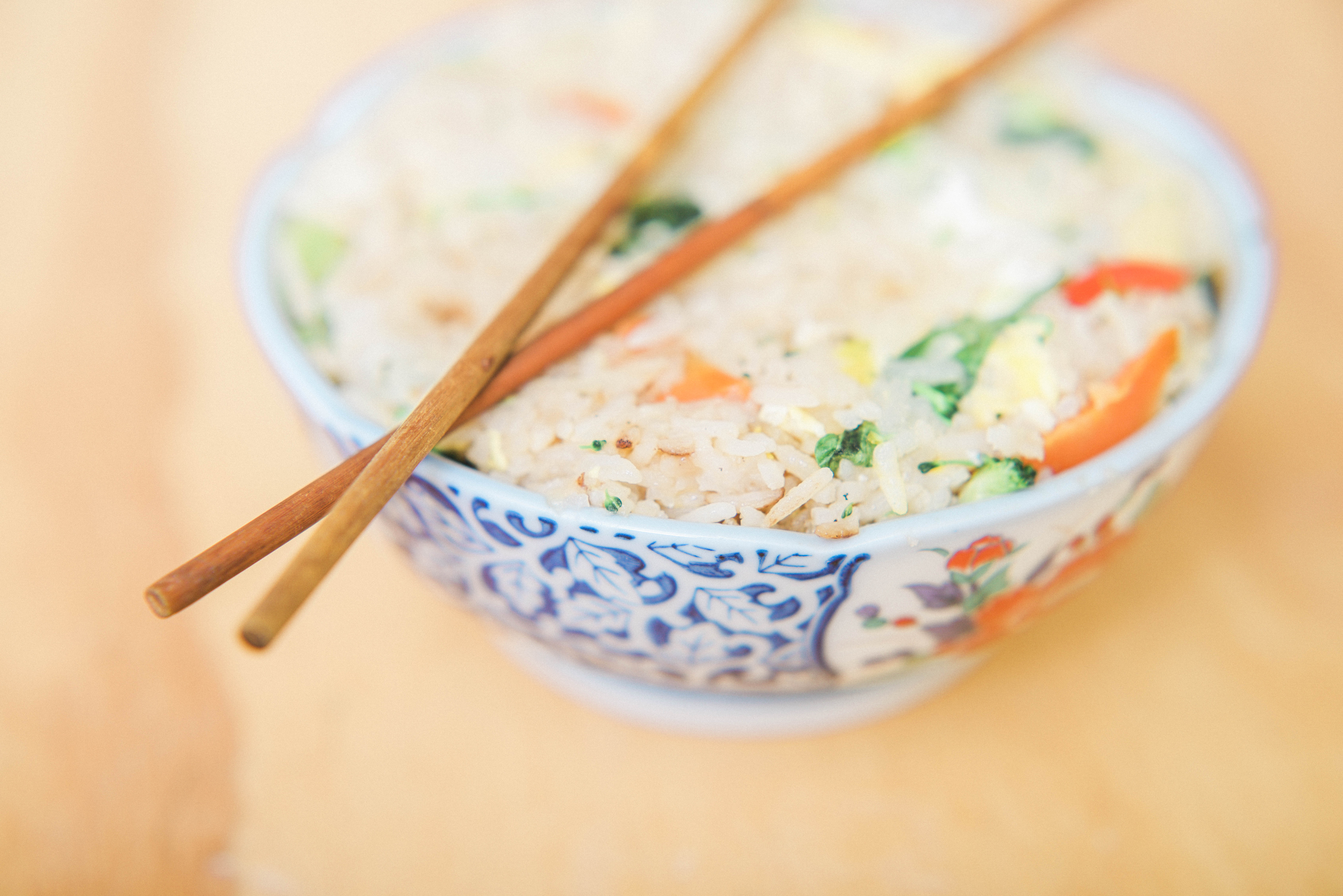
チャーハン

中華料理とキューバ料理は、共に豚肉などの白身の肉や米などのデンプンを中心に置くなど多くの点で共通している部分がある。しかし、結局のところ中国系キューバ料理のレストランは中華料理とキューバ料理を別々に提供している。中華料理としてはチャーハン、チャーメン、豆豉醤添えエビなど、キューバ料理としてはロパ・ビエハやプラタノス・マドゥロスなどが提供される。中華料理はチンゲンサイやアマランサス、ブロッコリーなどの炒め物など人気のあるメニューの開発が行われている。中華風の料理は、油、ソース、酢、醤油、米酢、ゴマ油、オイスターソースなどに大きく依存している。キューバ料理ではニンニク、クミン、オレガノ、ベイリーフ、コリアンダーなどのスパイスを一握り使用している。また、料理にも玉ねぎ、ピーマン、トマトなどの野菜を多く使用している。キューバ料理は、これらの野菜やスパイスを調理することで非常に風味豊かなものとなっている。

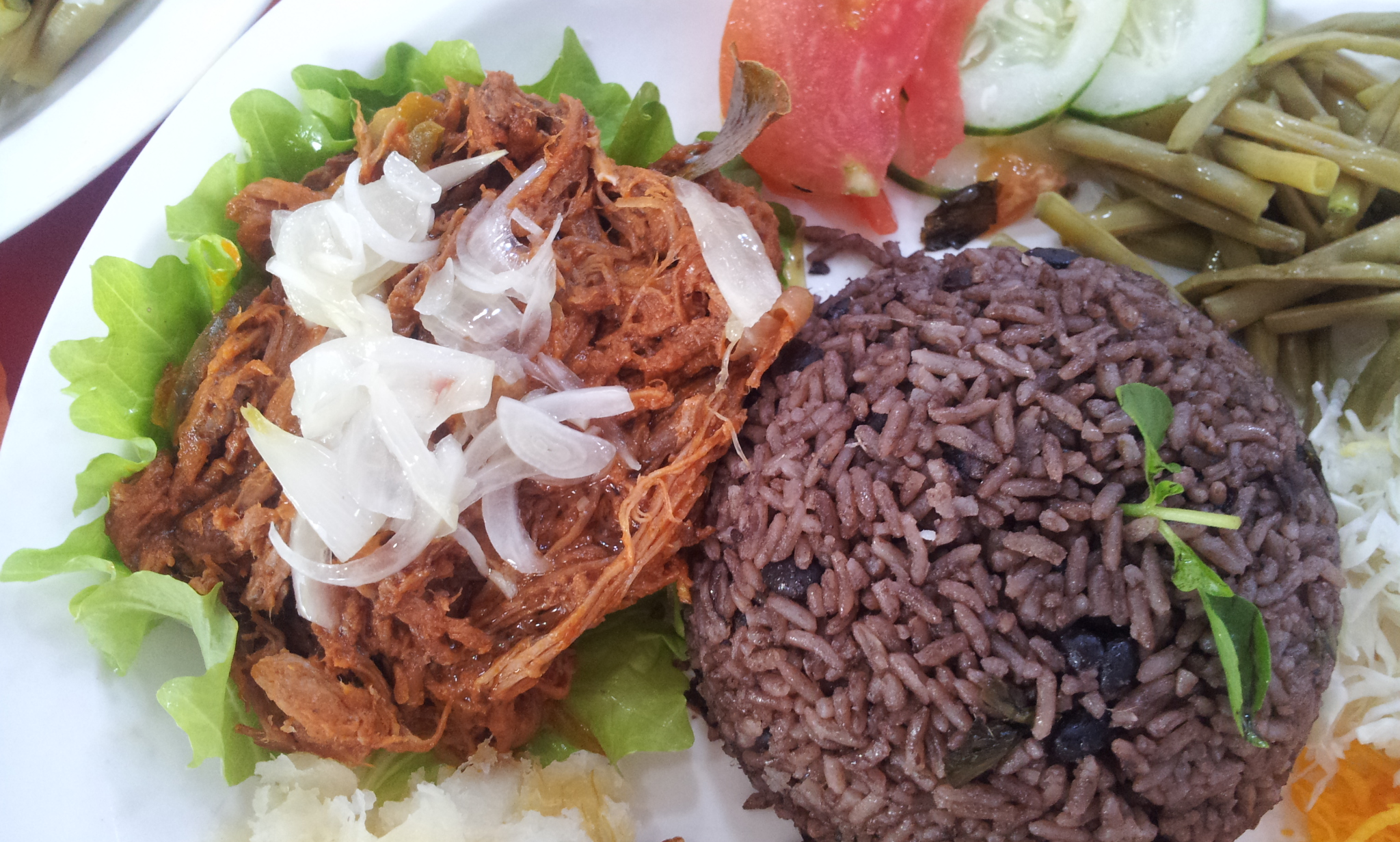
ロパ・ビエハ

ニューヨーク市の中国系ラテン料理のレストラン
• Jardín De China Restaurant
• El Pabellón de Oro
• La Caridad 78
• La Dinastía
• La Preciosa China
• La Nueva Victoria
中国系ラテン料理
チャーハン
Fried Pork Chop
上海春巻き
Sesame Chicken
Chicken and Broccoli
Egg Drop Soup
Oxtail stew
CUBAN CHICHARRONES DE POLLO
シュハスコと黒豆を添えた白ごはん。

### ニューヨーク発祥の料理
- ブラッディ・マリー
- シェフサラダ
- チキン・ア・ラ・キング[19]
- チキン・アンド・ワッフル
- チキンディバン
- クロナッツ
- デルモニコステーキ
- エッグクリーム
- エッグベネディクト
- 左宗棠鶏
- アイスクリーム・コーン
- ロブスターニューバーグ
- マロマーズ[20]
- マンハッタン

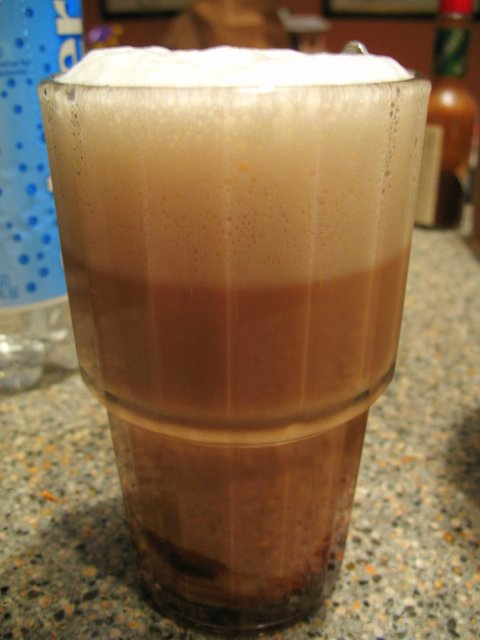
エッグクリーム

- マンハッタンスペシャル - 炭酸エスプレッソ飲料の一種
- パスタプリマヴェーラ
- ペンネ・アラ・ウォッカ
- ルーベンサンド
- ステーキダイアン
- スパゲッティ・アンド・ミートボール
- ヴィシソワーズ
- ウォルドーフサラダ

## ストリートフード
- アレパ
- カルツォーネ
- 中華風ケバブ (チュアン)
- チュロス
- クチフリトス
- ダンプリング
- ファラフェル
- フライドチキン
- 揚げ麺

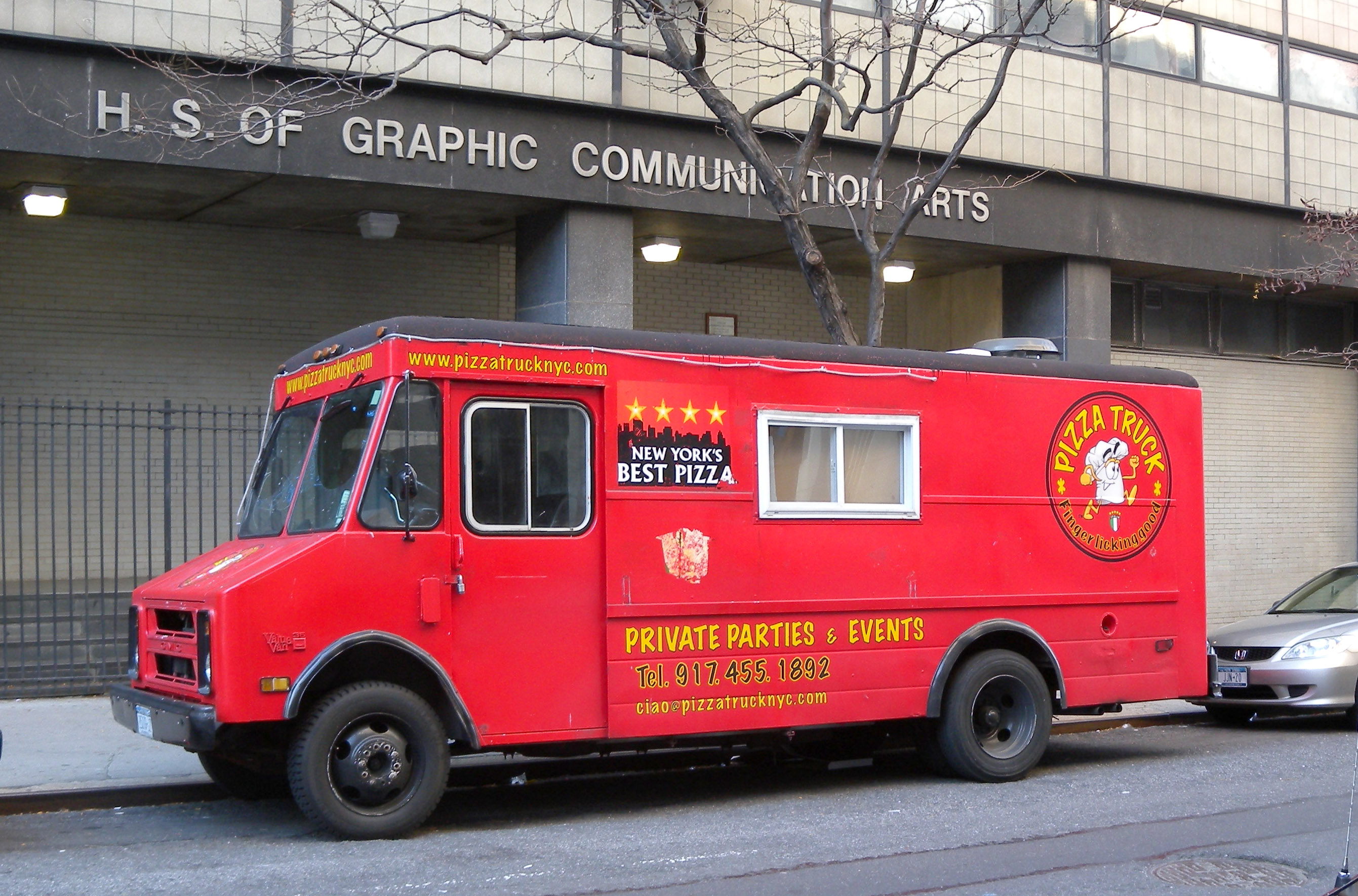
ミッドタウンのピッツァトラック

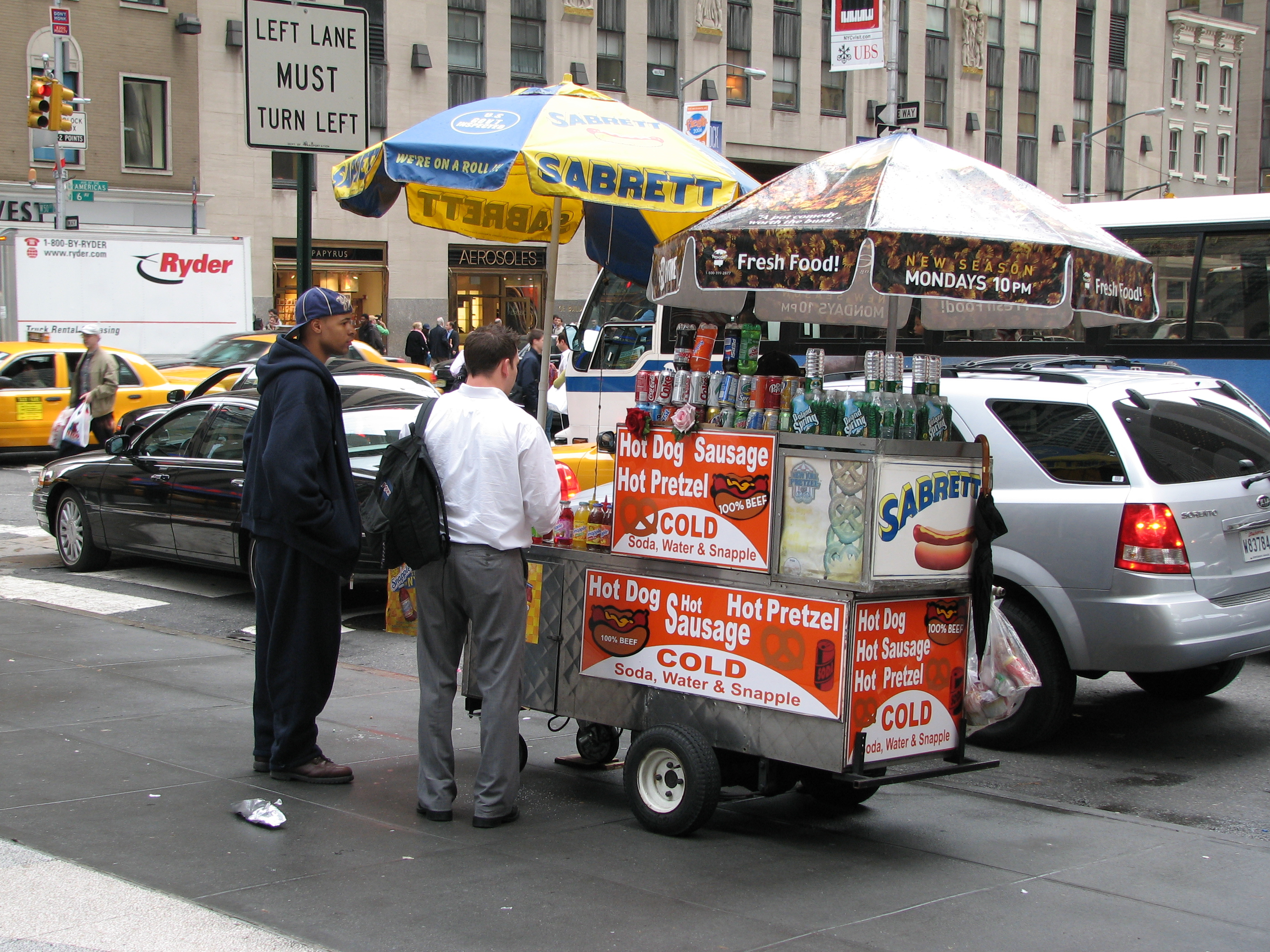
ニューヨーク市の行商人。ホットドッグと飲料を売っている

- グレイズ・パパイア, パパイア・キング - パパイアジュースとホットドッグの組み合わせが有名
- コーンドッグ
- 焼き栗[3]
- ギロピタ/シャワルマ
- ハラール対応チキン/ラム肉[21]
- ハンバーガー
- 蜂蜜-焙煎ピーナッツ, アーモンド, カシューナッツ, ココヤシ
- ホットドッグスタンド
- イタリアンアイス
- イタリアンソーセージ, ブラートヴルスト
- クニッシュ
- ミスター・ソフティー アイスクリーム
- マフィン
- ピロウグ
- ピッツァ, 特にニューヨーク風ピッツァ
- ソフトプレッツェル[3]
- スブラキ/シシカバブ
- ストロンボリ
- タコス
- 持ち帰りスープ, スープ・キッチン・インターナショナル

## 有名な飲食会社
- A&P
- アリゾナ・ビバレッジ・カンパニー
- バルドゥッチ
- バーモンツ
- 紅花
- ブリンピー
- C-タウン・スーパーマーケット
- カッフェ・レッジョ
- カーネギー・デリカテッセン
- カーヴェル

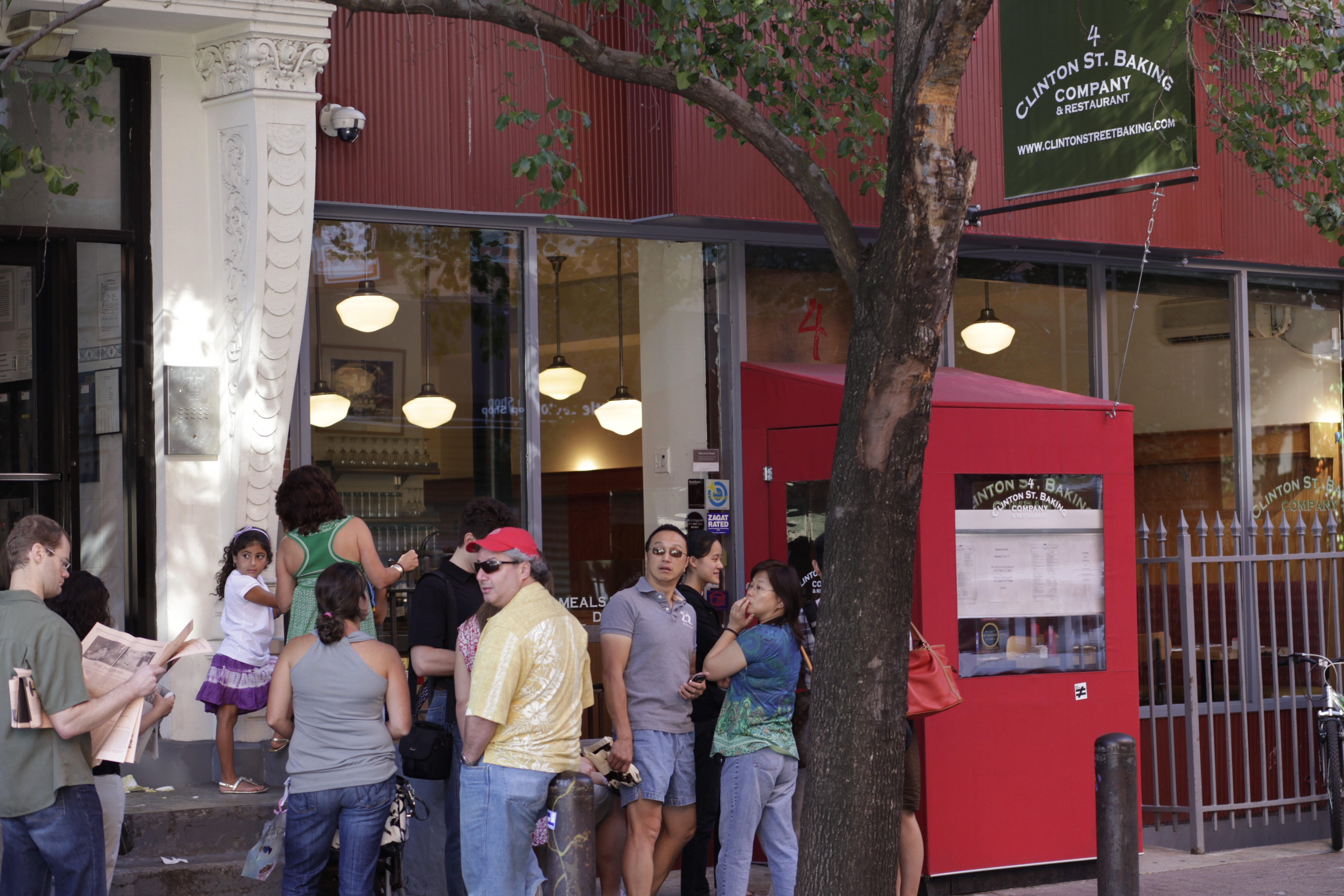
クリントン・ストリート・ベーキング・カンパニー・アンド・レストラン

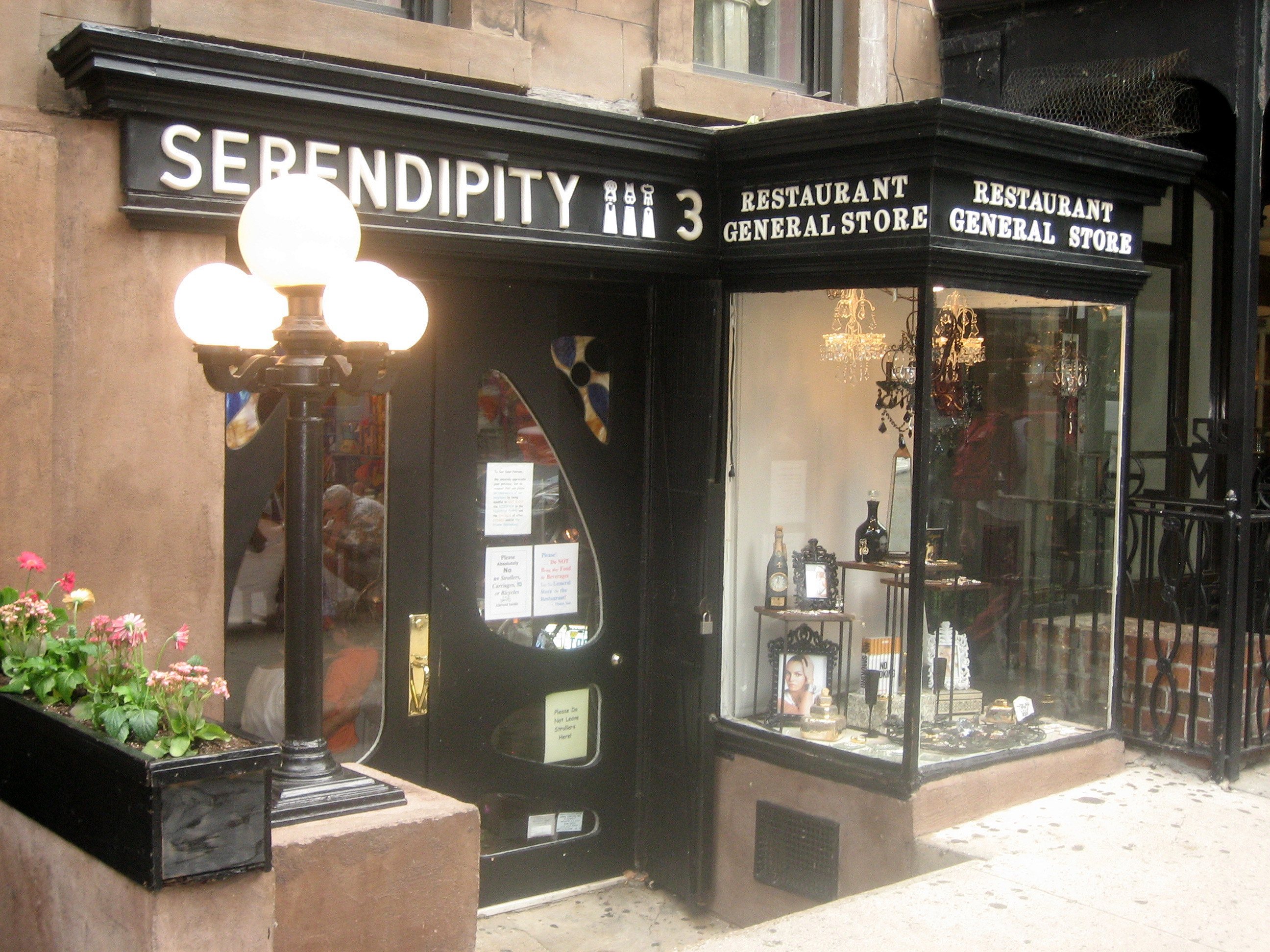
セレンディピティ 3は1954年にスティーブン・ブルースにより設立されたアッパー・イースト・サイドにある人気のレストランである

- クリントン・ストリート・ベーキング・カンパニー・アンド・レストラン
- ディーン・アンド・デルーカ
- ドクター・ブラウンズ - ソーダ
- ドレイクズ・ケーク - ケーキ、パイ、菓子
- ドミノ・フーズ
- エンテンマンズ - ケーキ、パイ、菓子
- フェアウェイ・マーケット
- フェラーラ・べーカリー・アンド・カッフェ - アメリカ合衆国で最初にオープンしたイタリアンカッフェ
- フード・ネットワーク - ケーブルテレビチャンネル
- フランシス・タバーン – 合衆国初代大統領のジョージ・ワシントンがアメリカ独立戦争後にワシントンの軍人に別れの挨拶を告げた場所である。また、ジョージ・ワシントンの作った新しい連邦政府のいくつかの部門はもともとここにあった。
- ゴールド・クラスト・カリビアン・ベーカリー・アンド・グリル
- グレイズ・パパイア - "リセッション・スペシャル"が常に置いてあるホットドッグ店
- グロッタ・アズーラ
- グリマルディズ・ピッツェリア
- ハーゲンダッツ
- ヒーブルー・ナショナル
- ジュニアズ – 世界で最も素晴らしいチーズケーキ (The World's Most Fabulous Cheesecake)
- カッツ・デリカテッセン
- ケステ
- キー・フード・スーパーマーケット
- L&B スプモーニ・ガーデンズ
- リンディズ
- ロンバルディーズ - アメリカ合衆国最初のピッツェリア
- ネイサンズ
- ナウ・アンド・レイター・キャンディ
- パパイア・キング
- ペプシコ
- ピーター・ルガー・ステーキ・ハウス
- レイズ・ピッツァ
- ロシアン・ティー・ルーム
- 2番街惣菜店
- セレンディピティ 3
- スバーロ
- シェイク・シャック
- スナップル
- ステラ・ドーロ - ビスケット、クッキー
- ティージーアイ・フライデーズ
- トトノーズ - ブルックリン区最初のピッツェリア
- ハラール・ガイズ
- ビタミン・ウォーター
- ユーフー - チョコレート飲料
- ゼイバーズ